# سانتا باربرا
سانتا باربرا (بالإيطالية: Santa Barbara)‏ هي قرية صغيرة (فراتسيوني) تابعة لبلدية شيراسو في مقاطعة سلرنو، بمنطقة كمبانية. ويبلغ عدد سكانها ألف نسمة.